# Нобелевские лауреаты из Австралии
Но́белевская пре́мия (швед. Nobelpriset, англ. Nobel Prize) — престижная международная премия, ежегодно присуждаемая людям за выдающиеся научные исследования, революционные изобретения или крупный вклад в культуру, или развитие общества в областях химии, физики, физиологии и медицины, экономики, литературы и мира. Каждый нобелевский лауреат получает золотую медаль, диплом и денежную сумму, ежегодно определяемую Фондом Альфреда Нобеля. Премия впервые была учреждена в 1901 году, и по состоянию на 2024 год Нобелевскую премию получили 13 подданных Австралийского Союза: по одной в областях химии и литературы, три по физике и восемь по физиологии и медицине.
Нобелевские премии присуждают четыре учреждения: Шведская королевская академия наук (химия, физика и экономика), Шведская академия (литература), Нобелевская ассамблея Королевского института (физиология и медицина) и Норвежский Нобелевский комитет (премия мира). Каждый год соответствующие Нобелевские комитеты рассылают индивидуальные приглашения тысячам учёных, академиков и профессоров университетов из разных стран с просьбой выдвинуть кандидатов на получение Нобелевских премий на следующий год. Кандидаты отбираются таким образом, чтобы в числе номинантов было представлено как можно больше стран и университетов. Нобелевские премии, за исключением премии мира, вручаются в Стокгольме (Швеция) на ежегодной церемонии вручения премий в годовщину смерти Нобеля — 10 декабря. Церемония вручения премий в Швеции проходит в Стокгольмском концертном зале, а сразу после неё в Стокгольмской ратуше проводят Нобелевский банкет. Ранее церемония вручения Нобелевской премии мира проводилась в Норвежском Нобелевском институте (1905—1946) и в актовом зале университета города Осло (1947—1989), а с 1990 года по настоящее время проводится в столичной городской ратуше. Кульминацией церемонии вручения Нобелевской премии в Стокгольме становится момент, когда каждый лауреат выходит вперёд и получает премию из рук короля Швеции. В Осло председатель Норвежского Нобелевского комитета вручает Нобелевскую премию мира в присутствии короля Норвегии и норвежской королевской семьи.
Список лауреатов из Австралии составлен по материалам официальных документов Нобелевского комитета, а в качестве национального рассматривается во многих австралийских источниках. В список включены лауреаты, которые на момент вручения премии имели подданство Австралийского Союза; кроме них отдельно показан А. М. Прохоров, также включаемый в списки лауреатов из страны, — согласно места его рождения. Первыми лауреатами стали отец и сын Уильям Генри Брэгг и Уильям Лоренс Брэгг, получившие в 1915 году премию по физике, а последним — Брайан Пол Шмидт, лауреат 2011 года по тому же направлению.

## Лауреаты

### Работавшие в Австралии
| №  | Год  | Портрет                       | Лауреат                                                                         | Область               | Обоснование награды | Примечание                                                                       | Ист.   |
| -- | ---- | ----------------------------- | ------------------------------------------------------------------------------- | --------------------- | --- | -------------------------------------------------------------------------------- | ------ |
| 1  | 1915 | Уильям Генри Брэгг            | Сэр Уильям Генри Брэгг (1862—1942) англ. William Henry Bragg                    | Физика                | За их заслуги в исследовании структуры кристаллов с помощью рентгеновских лучей Оригинальный текст (англ.)For their services in the analysis of crystal structure by means of X-rays | [ ~ 2 ]                                                                          | [ 10 ] |
| 2  | 1915 | Уильям Лоренс Брэгг           | Сэр Уильям Лоренс Брэгг (1890—1971) англ. William Lawrence Bragg                | Физика                | За их заслуги в исследовании структуры кристаллов с помощью рентгеновских лучей Оригинальный текст (англ.)For their services in the analysis of crystal structure by means of X-rays | [ ~ 4 ]                                                                          | [ 10 ] |
| 3  | 1945 | Хоуард Уолтер Флори           | Барон Хоуард Уолтер Флори (1898—1968) англ. Howard Walter Florey                | Физиология и медицина | За открытие пенициллина и его целебного воздействия при различных инфекционных заболеваниях Оригинальный текст (англ.)For the discovery of penicillin and its curative effect in various infectious diseases | Премия получена совместно с Сэром Александром Флемингом и Эрнстом Борисом Чейном | [ 15 ] |
| 4  | 1960 | Фрэнк Макфарлейн Бёрнет       | Сэр Фрэнк Макфарлейн Бёрнет (1899—1985) англ. Frank Macfarlane Burnet           | Физиология и медицина | За открытие приобретенной иммунной толерантности Оригинальный текст (англ.)For discovery of acquired immunological tolerance | Премия получена совместно с Питером Брайаном Медаваром                           | [ 16 ] |
| 5  | 1963 | Джон Экклс                    | Сэр Джон Кэрью Экклс (1903—1997) англ. John Carew Eccles                        | Физиология и медицина | За открытия, касающиеся ионных механизмов возбуждения и торможения в периферических и центральных участках нервных клеток Оригинальный текст (англ.)For their discoveries concerning the ionic mechanisms involved in excitation and inhibition in the peripheral and central portions of the nerve cell membrane | Премия получена совместно с сэрами Аланом Ходжкином и Эндрю Филдингом Хаксли     | [ 17 ] |
| 6  | 1970 | Бернард Кац                   | Сэр Бернард Кац (1911—2003) англ. Bernard Katz                                  | Физиология и медицина | За открытия, касающиеся гуморальных передатчиков в нервных окончаниях и механизмов их хранения, выделения и инактивации Оригинальный текст (англ.)For their discoveries concerning the humoral transmittors in the nerve terminals and the mechanism for their storage, release and inactivation                  | Премия получена совместно с Ульфом фон Эйлером и Джулиусом Аксельродом           | [ 19 ] |
| 7  | 1973 | Патрик Виктор Мартиндейл Уайт | Патрик Виктор Мартиндейл Уайт (1912—1990) англ. Patrick Victor Martindale White | Литература            | За эпическое и психологическое мастерство, благодаря которому был открыт новый литературный материк Оригинальный текст (англ.)For an epic and psychological narrative art which has introduced a new continent into literature                                                                                    | [ ~ 11 ]                                                                         | [ 21 ] |
| 8  | 1975 | Джон Уоркап Корнфорт-младший  | Сэр Джон Уоркап Корнфорт (1917—2013) англ. John Warcup Cornforth Jr.            | Химия                 | За исследование стереохимии реакций ферментативного катализа Оригинальный текст (англ.)For his work on the stereochemistry of enzyme-catalyzed reactions | Премия разделена с Владимиром Прелогом                                           | [ 23 ] |
| 9  | 1996 | Питер Чарльз Дохерти          | Питер Чарльз Дохерти (род. 1940) англ. Peter Charles Doherty                    | Физиология и медицина | За открытия в области иммунной системы человека, в частности её способности выявлять клетки, поражённые вирусом Оригинальный текст (англ.)For their discoveries concerning the specificity of the cell mediated immune defence                                                                                    | Премия получена совместно с Рольфом Цинкернагелем                                | [ 24 ] |
| 10 | 2005 | Барри Маршалл                 | Барри Джеймс Маршалл (род. 1951) англ. Barry James Marshall                     | Физиология и медицина | За работы по изучению влияния бактерии Helicobacter pylori на возникновение гастрита и язвы желудка и двенадцатиперстной кишки Оригинальный текст (англ.)For their discovery of the bacterium Helicobacter pylori and its role in gastritis and peptic ulcer disease                                              | —                                                                                | [ 25 ] |
| 11 | 2005 | Робин Уоррен                  | Джон Робин Уоррен (1937—2024) англ. John Robin Warren                           | Физиология и медицина | За работы по изучению влияния бактерии Helicobacter pylori на возникновение гастрита и язвы желудка и двенадцатиперстной кишки Оригинальный текст (англ.)For their discovery of the bacterium Helicobacter pylori and its role in gastritis and peptic ulcer disease                                              | —                                                                                | [ 25 ] |
| 12 | 2009 | Элизабет Блэкберн             | Элизабет Элен Блэкберн (род. 1948) англ. Elizabeth Helen Blackburn              | Физиология и медицина | За открытие механизмов защиты хромосом теломерами и фермента теломеразы Оригинальный текст (англ.)For the discovery of how chromosomes are protected by telomeres and the enzyme telomerase | Премия получена совместно с Кэрол Грейдер и Джеком Шостаком                      | [ 27 ] |
| 13 | 2011 | Брайан Шмидт                  | Брайан Пол Шмидт (род. 1967) англ. Brian Paul Schmidt                           | Физика                | За открытие ускоренного расширения Вселенной посредством наблюдения дальних сверхновых Оригинальный текст (англ.)For the discovery of the accelerating expansion of the Universe through observations of distant supernovae                                                                                       | Премия получена совместно с Солом Перлмуттером и Адамом Риссом                   | [ 11 ] |

### Уроженцы Австралии
Советский и российский физик А. М. Прохоров родился в городе Атертон (штат Квинсленд), где его отец Михаил Иванович Прохоров обосновался, покинув Российскую империю из-за преследований режима. После социалистической революции в России семья Прохоровых вернулась на родину в 1923 году. Имел гражданство СССР, после его роспуска в 1991 году — гражданство России.

| Год  | Портрет                       | Лауреат | Область | Обоснование награды | Примечание                                                                          | Ист.   |
| ---- | ----------------------------- | --- | ------- | --- | ----------------------------------------------------------------------------------- | ------ |
| 1964 | Александр Михайлович Прохоров | Александр Михайлович Прохоров (1916—2002) урожд. Александр Майкл Прохорофф англ. Alexander Michael Prochoroff | Физика  | За фундаментальные работы в области квантовой электроники, которые привели к созданию генераторов и усилителей на лазерно-мазерном принципе Оригинальный текст (англ.)For fundamental work in the field of quantum electronics, which has led to the construction of oscillators and amplifiers based on the maser-laser principle | Премия получена совместно с Чарлзом Хардом Таунсом и Николаем Геннадиевичем Басовым | [ 29 ] |